# Irena Grygolunas
Irena Grygolunas-Buczek (ur. 20 października 1925 w Warszawie, zm. 11 kwietnia 2005 tamże) – polska autorka tekstów, dziennikarka. Napisała słowa m.in. piosenki "Gdy słońce zajdzie za palmy", wykonywanej przez Olgierda Buczka, czy piosenki "Kot Teofil" do muzyki Stefana Musiałowskiego, w wykonaniu Karela Gotta (CSRS).